# Christopher Castile
Christopher Jon Castile (Orange County, California, 15 de junio de 1980) es un exactor estadounidense. Sus papeles más conocidos fueron de Ted Newton en Beethoven y Beethoven 2 , Mark Foster en la serie de televisión Step by Step y la voz de Eugene Horowitz en Hey Arnold!.

## Biografía
Castile nació en Orange County, California. Comenzó su carrera de actuación a temprana edad en un programa distribuido totalmente para niños que fue trasmitido los sábados por la mañana en la cadena Fox en la década de 1990. En un segmento, retrató a un joven que fue seguido por un grupo de niños (los protagonistas de la "Patrulla de Seguridad") porque tenía su nombre impreso en su camiseta, como una forma de abordar los peligros de la exhibición del nombre de extraños (o posibles secuestradores). Los segmentos totalmente para niños también contó con John Walsh.
Poco después, Castile apareció en la comedia de Miller-Boyett a principios de 1991, teniendo un papel recurrente de Sam Roberts, el hijo del presentador Dick Roberts (Steve Vinovich) con coestrellas Alan Ruck y Heather Locklear. En ese mismo año, Castile fue elegido para interpretar a Mark Forster en la serie de televisión Step by Step que se estrenó en la cadena ABC en el otoño de 1991 y después la serie se trasladó a la cadena CBS en 1997 y terminó en 1998.
Mientras tanto, en 1992 y 1993, interpretó a Ted Newton en las películas de Beethoven y Beethoven 2. En 1996, mientras que seguía en la serie Step by Step, Castile hizo la voz de Eugene Horowitz en la serie animada Hey Arnold!. Castile dejó a Hey Arnold! después de solamente ocho episodios; fue reemplazado como la voz de Eugene por Jarrett Lennon, el actor originalmente como Mark Foster en Step by Step en 1991 antes de que los productores lo reemplazaran por Castile.
Castile se retiró de la actuación después de la cancelación de Step by Step en 1998. Recibió una maestría y actualmente es profesor de Ciencias Políticas en Biola University ubicada en La Mirada, California.

## Filmografía

### Cine
- 1992: Beethoven – Ted Newton
- 1993: Beethoven 2 – Ted Newton

### Televisión
- 1990: My Two Dads (1 episodio)
- 1990: Hurricane Sam (Película de televisión) – Neil Gianelli
- 1990: The Fanelli Boys – Timmy (1 episodio)
- 1990: Empty Nest – Barry (1 episodio)
- 1991: Going Places – Sam Roberts (3 episodios)
- 1991: The Family Man – Lowell (1 episodio)
- 1991-1998: Step by Step – Mark Foster
- 1992: Empty Nest – Larry (1 episodio)
- 1995: Are You Afraid of the Dark? – Jason (1 episodio)
- 1996-1997: Hey Arnold! – Eugene Horowitz (voz)

## Premios y nominaciones
Young Artist Award
- 1992: Nominado, "Best Young Actor Starring in a Television Series" - Step by Step[1]
- 1992: Nominado, "Best Young Actor Starring in a Motion Picture" - Beethoven[1]
- 1993: Nominado, "Outstanding Youth Ensemble in a Television Series" - Step by Step (shared w/cast)[2]
- 1994: Nominado, "Best Performance by a Youth Ensemble in a Motion Picture" - Beethoven's 2nd (shared w/cast)[3]
- 1996: Nominado, "Best Performance by a Young Actor in a TV Comedy Series" - Step by Step[4]